# Brassiophoenix
Genre
Classification phylogénétique
Espèces de rang inférieur
- Brassiophoenix drymophoeoides
- Brassiophoenix schumannii

Brassiophoenix est un genre de plantes à fleurs de la famille des palmiers, les Arecaceae et de la sous-famille des Arecoideae, natif de la Papouasie-Nouvelle-Guinée.

## Liste des espèces
Selon World Checklist of Selected Plant Families (WCSP) (6 juin 2016)
- Brassiophoenix drymophloeoides Burret, Notizbl. Bot. Gart. Berlin-Dahlem 12: 346 (1935).
- Brassiophoenix schumannii (Becc.) Essig, Principes 19: 102 (1975).

## Classification
- Sous-famille des Arecoideae
  - Tribu des Areceae
    - Sous-tribu des Ptychospermatinae

Le genre  Brassiophoenix  partage sa sous-tribu avec treize autres genres : Ptychosperma, Ponapea, Adonidia, Balaka, Veitchia, Carpentaria, Wodyetia, Drymophloeus, Normanbya,  Ptychococcus, Jailoloa,   Wallaceodoxa et Manjekia .